# والدومیرو
والدومیرو (پرتغالی: Valdomiro؛ زادهٔ ۱۷ فوریهٔ ۱۹۴۶) بازیکن فوتبال اهل برزیل است.
از باشگاه‌هایی که در آن بازی کرده‌است می‌توان به باشگاه ورزشی اینترناسیونال اشاره کرد.
وی همچنین در تیم ملی فوتبال برزیل بازی کرده‌است.